# Antoine Escoffier
Antoine Escoffier (* 29. Februar 1992 in Le Pont-de-Beauvoisin (Isère)) ist ein französischer Tennisspieler.

## Karriere
Escoffier war auf der ITF Junior Tour nicht sehr erfolgreich. In der Jugend-Rangliste erreichte er Rang 304 und bei allen vier Einsätzen bei Grand-Slam-Turnieren verlor er in der ersten Runde.
Bei den Profis spielte Escoffier ab 2011 regelmäßig Turniere. In diesem Jahr platzierte er sich erstmals im Einzel und Doppel in den Top 1000 der Weltrangliste. Neben den Turnieren auf der ITF Future Tour qualifizierte sich Escoffier im Einzel in St. Remy das erste Mal für ein Turnier der ATP Challenger Tour, wo er im Doppel sogar das Halbfinale erreichte. Durch vier Future-Finals stand er 2012 kurz vor dem Einzug in die Top 500 der Welt. Für zwei Jahre spielte er weniger Turniere; Ende 2014 stand er zwei weitere Male in einem Einzel-Endspiel. 2015 gewann er die ersten Titel – je zwei Futures im Einzel und Doppel die ihn erstmals in die Top 500 im Einzel und in die Top 700 im Doppel führten. 2016 und 2017 kamen im Einzel je zwei weiteren Titel hinzu; in letzterem Jahr gewann er in Bangalore sein erstes Challenger-Match und erreichte das Viertelfinale. Er besiegte u. a. mit Alexander Nedowessow die Nummer 234 der Welt. Am Jahresende war Escoffier auf Rang 388 notiert. Im Doppel stockte er auf vier Titel auf, der Hauptfokus lag aber auf der Einzelkonkurrenz.
2018 spielte Escoffier das erste Mal hauptsächlich Challengers, wo er aber häufig schon in der Qualifikation scheiterte und nie weiter als die zweite Runde kam. Erstmals seit 2014 blieb er ohne Titel. Das änderte sich 2019, als er abermals im Einzel und Doppel zwei Titel gewann. Dieses Mal war er auch bei Challengers erfolgreicher. In Segovia stand er im Viertel- in Cassis und Glasgow im Achtelfinale. Bis Ende 2021 triumphierte Escoffier bei vier weiteren Futures im Einzel. Zudem spielte er sich in Biel ins Viertelfinale. Ende der Saison stand er auf Platz 314. 2022 setzte sich der Aufwärtstrend fort. Er fuhr den 13. Einzeltitel ein, setzte sich aber auch nachhaltig bei Challengers durch. Bis März des Jahres hatte er schon drei Viertelfinals erreicht. In St. Brieuc spielte er sein erstes Halbfinale. Nach einer Durststrecke Mitte des Jahres zog er im Herbst noch zweimal ins Halbfinale ein und unterlag zweimal im Viertelfinale. Die Nummer 105 der Welt, Radu Albot war der am höchsten notierte Gegner, den Escoffier besiegte. Bei allen drei Grand-Slam-Qualifikationen schied er glatt in der ersten Runde aus. Im Doppel zog er zweimal ebenfalls in die Vorschlussrunde ein. Bilanz des Jahres war Platz 209 im Einzel und Platz 481 im Doppel.
2023 verbesserte er sich nochmal um 20 Positionen, nachdem er in Cherbourg und Lugano das vierte und fünfte Halbfinale erreicht hatte. Den ersten Challenger-Titel gewann er im April des Jahres im Doppel. Mit Aziz Dougaz war er in seinem ersten Finale auf diesem Niveau in León erfolgreich.

## Erfolge
| Legende (Anzahl der Siege) |
| Grand Slam                 |
| ATP Finals                 |
| ATP Tour Masters 1000      |
| ATP Tour 500               |
| ATP Tour 250               |
| ATP Challenger Tour (3)    |

### Einzel

#### Turniersiege
| Nr. | Datum         | Turnier | Belag     | Finalgegner   | Ergebnis      |
| --- | ------------- | ------- | --------- | ------------- | ------------- |
| 1.  | 28. Juli 2024 | Segovia | Hartplatz | Álex Martínez | 6:3, 2:6, 6:3 |

### Doppel

#### Turniersiege
| Nr. | Datum          | Turnier     | Belag     | Partner     | Finalgegner                               | Ergebnis          |
| --- | -------------- | ----------- | --------- | ----------- | ----------------------------------------- | ----------------- |
| 1.  | 15. April 2023 | León        | Hartplatz | Aziz Dougaz | Maximilian Neuchrist Michail Pervolarakis | 7:65, 3:6, [10:5] |
| 2.  | 1. Juni 2025   | Little Rock | Hartplatz | Aziz Dougaz | Andrés Andrade Nicolás Mejía              | 6:2, 6:3          |